# Вєтров Геннадій Анатолійович
Геннадій Анатолійович Вєтров (18 листопада 1958 , Макіївка, Сталінська область ) — радянський і російський актор театру і кіно, артист естради, гуморист, письменник-сатирик, музикант-мультиінструменталіст, пародист, співак, «людина-оркестр», музичний ексцентрик, артист оригінального жанру, автор віршів і каламбурів, телеведучий, композитор, художник, гітарист і конферансьє. Заслужений артист Росії (9 серпня 2009 року).

## Біографія
Народився 18 листопада 1958 року в Україні в місті-супутнику Донецька: Макіївці Донецької області (Донбасу). Батько — Анатолій Іванович Вєтров (10 травня 1928 — квітень 2018) — працював жіночим перукарем (в молодості працював шахтарем і майстром бетонного цеху, мати — Валентина Федорівна (1933—1988) була бухгалтером у торговлі.
В сім років, за словами, разом з дорослим сусідом-оператором та іншими дітьми знімався у фільмі «Змова курців», виступив в ролі режисера, актора і постановника фільму. Займався у безкоштовних гуртках: театральному, хоровому, художньому, шаховому.
У школі був відмінником, малював для стінгазети. У восьмому класі став учасником вокально-інструментального ансамблю «Забой». Навчався в музичній школі по класу баяна. Мультиінструменталіст, грав на гітарі, малював, ліпив фігурки з глини..
Після десятого класу вирішив стати художником і їздив вступати в художньо-промисловий інститут у Львові, але не вступив, приймальній комісії показав свої роботи олівцем і глиною Ходив на підготовчі курси в архітектурний інститут.
З 1976 по 1981 рік навчався в Макіївському інженерно-будівельному інституті, за фахом інженер-сантехнік, фахівець з теплогазопостачання, вентиляції і кондиційного обладнання, паралельно з навчанням грав у ВІА «Оріон» на танцях у місті Макіївка, ВІА «Оріон» грав на інститутській музичній апаратурі.

### ЛГИТМиК
В інституті вчився з 1983 по 1988 рік разом з Юрієм Гальцевим і Сергієм Селіним.

### Театр Буф
Після інституту Ісаак Штокбант взяв в трупу театру «Буф», разом з ним у театрі працювали Юрій Гальцев і Олена Лебенбаум (Горобець). У театрі Геннадій Вєтров працював 6 років з 1988 по 1994 рік, театр їздив з гастролями до Франції, Німеччини, США, Швейцарії, Фінляндії, Швеції, Польщі та ін. Автор і режисер: Вінні-Грет (1989), кабаре Біле і Чорне (1990) для театру «Буф».

### Сольна кар'єра
У цей період випустив три сольних естрадних програми: «Люди, агов!» (1991), «Кабачок „Вітряк“» (1990) і «Маска Рад» (1989).
У 1989 році вперше з'явився на телебаченні в передачі «Ширше коло», ведучою була Ілона Броневицька, потім Вєтров був співведучим цієї передачі.
У 1991 році з естрадною програмою «Маска Рад» дав 33 сольних концерти в США.
З 1993 по 1994 рік виступав з сольними номерами у різних вар'єте і кабаре Німеччини. Жив у Німеччині, рік жив у Швейцарії.
З 1994 по 1999 рік працював на дециметровому каналі в місті Санкт-Петербурзі, випустив багато телепрограм: «Вєтров-шоу», «Вєтров і К», «В гостях у Вєтрова», «Рояль у кущах», «Маска Рад», «Третій дзвінок» і «Прохолодний світ» з Юрієм Гальцевим.
Потім брав участь у телепроєкті кліпмейкера Олега Гусєва.
У номері-пародії на Девіда Коперфілда і Клаудію Шифер — «Рашен Коперфільтр і його Клава» працював з другою дружиною Кариною Вєтровою (Звєрєвою).
Брав участь у телепрограмах «Ширше коло», «Аншлаг», «Рояль у кущах», «Веселі картинки» (авторське шоу Вєтрова спільно з Юрієм Гальцевим на ОРТ).
Вів телепередачу «Смішні люди».
З листопада 2010 року разом зі своїм творчим напарником Юрієм Гальцевим веде гумористичну програму «Два веселих гуся».

### Театр «Вітряні люди»
У 2007 році Геннадій Вєтров створив театр «Вітряні люди»: Каріна Звєрєва, Георгій Агаронов, Дмитро Воробйов, Сергій Катків з дуету «Баян Мікс», партнер Сергія Войтенка, дует Перці: Микола Георгієв та Ілля Мотовилов..

## Телебачення
Ведучий
- «Веселий вітер»
- «Ширше коло»
- «Вєтров і К»
- «Маскарад»
- «Рояль в кущах»
- «В гостях у Вєтрова»[20]

Учасник
- Аншлаг
- Смак
- Ізмайловський парк
- Поки всі вдома
- Мій герой[5]

## Особисте життя
- Перша дружина (1988—1993) — (Настасья) Анастасія Смоліна — бізнесвумен, організатор свят, у минулому артистка естради[21], вчилася разом з Вєтровим в ЛГИТМиКе (1983—1988), знялася у фільмі Джек Восьмьоркін — «американець»[22], потім разом з чоловіком працювала в театрі «Буф»[23]
- Друга дружина Ольга (1993—1997),
  - Дочка від другого шлюбу — Ксенія Геннадіївна Вєтрова (нар. 5 серпня 1993) — актриса, яка знялася в серіалі 2016 — «Весняне загострення» — Віра Кукушкіна, 2017 — Вчитель в законі. Сутичка — Свєта, навчалася в Швейцарії в театральному інституті, в 2017 році закінчила ТІ ім Щукіна[6][20][24][25][26][27][28][29]
- Третя дружина (1997—2011) — Каріна Звєрєва (нар. 1977) — гуморист і актриса, виступала разом з чоловіком на концертах, брала участь в «Аншлагу» та інших гумористичних передачах, молодше Геннадія на 19 років. У 2010 році Геннадій дозволив дружині їздити на гастролі сольно і відпочивати самостійно, а в 2011 році Карина пішла від чоловіка, їй захотілося стати самостійною, самій будувати життя і кар'єру. З чоловіком залишилися друзями іноді разом відвідують маму Карини, на сімейних обідах.[7][19][30][31][32][33][34]
- Сестра Катерини Звєрєвої— Нана Кириченко (нар. 30 серпня 1979), директор колективу Геннадія Вєтрова[35][36]
- Четверта дружина (з 2014[37]) — Оксана Борисівна Вєтрова (д. Вороничєва) (нар. 1986) — колишня стюардеса з Архангельська, молодше Геннадія на 28 років, познайомився з майбутньою дружиною в літаку в 2012 році, коли летів на виступ в Мурманськ, попросив номер телефону у симпатичної стюардеси, телефон вона не дала, але Геннадій попросив її начальницю дати йому телефон її підлеглої, Оксані довелося підкоритися.[38][39][40][41].
  - Дочка — Марія Геннадіївна Вєтрова (нар. 1 червня 2016), написав для доньки 15 дитячих пісень, записав 12 дитячих казок[5][42].

## Родина
- Батько — Анатолій Іванович Вєтров (10.05.1928 — 04.2018) — перукар широкого профілю.[6]
- Мати — Валентина Федорівна Вєтрова (пр. 1933—1988) — бухгалтер в торгівлі
- Мачуха — Діна Михайлівна, дружина його батька
- Бабуся Єфросинія Василівна
- Дідусь — Іван Миколайович Вєтров — селянин, гармоніст, родом з Орловської губернії

## Нагороди
- 1987 — Лауреат всесоюзного фестивалю гумористів-сатириків «Золотий Дюк» в Одесі
- 1989 — Лауреат Ленінградського конкурсу «Молодість. Майстерність. Сучасність.»
- 2003 — «Золотий стілець майстра Гамса» за внесок у мистецтво.
- 9 серпня 2009 — Заслужений артист РФ[1]

## Книги
- ProВетривание. Сквозняк между кулисами. Дорога в свете фар ISBN 5-17-042039-0, ISBN 5-9725-0673-4, ISBN 978-985-13-9837-5
- Весёлые картинки (Соавтор: Юрий Гальцев) ISBN 5-17-039784-4, ISBN 5-9725-0671-8, ISBN 985-13-8498-4
- Хулиганские тетради ISBN 978-5-699-61242-0